# Al Garhoud
Al Garhoud es una colonia residencial de villas en Dubái, ubicada cerca del Aeropuerto Internacional de Dubái. Debido a la cercanía con el aeropuerto, es preferida por los pilotos de líneas aéreas Emirates Airline. El Puente Al Garhoud de 520 m cruza hacia el centro de la ciudad de Dubái.
La colonia es famosa por la gran variedad de árboles que han sido plantados por sus residentes.